# Poecilimon cervoides
Poecilimon cervoides är en insektsart som beskrevs av Karabag 1964. Poecilimon cervoides ingår i släktet Poecilimon och familjen vårtbitare. Inga underarter finns listade i Catalogue of Life.